# Adrien Parlange
Pour les articles homonymes, voir Parlange.
Adrien Parlange, né en 1983, est un artiste français, illustrateur, graphiste et auteur de littérature jeunesse.

## Biographie
Adrien Parlange est né en Auvergne, et a grandi en région parisienne. Il est diplômé de l'École nationale supérieure des arts appliqués et des métiers d'art (ENSAAMA), puis a étudié à l'École supérieure des arts décoratifs de Strasbourg, et au Royal College of Art de Londres,. Il travaille comme illustrateur et graphiste pour des éditeurs et des magazines, dont la revue Dada.
Il déclare à la revue Dada aimer « jouer avec tout ce que l’objet livre permet. J’essaie d’adapter ma technique à chaque livre, en fonction de ce qui lui convient le mieux. C’est l’image qui précède presque toujours le texte. » En 2021, il précise : « Je commence chaque projet dans un carnet. C'est là que je cherche mes idées et que je construis mes livres. » Sur son lieu de création, il indique : « Il y a très peu de choses dans mon atelier. Je n'ai pas besoin de beaucoup de matériel et je ne mets pas d'image au mur. J'ai l'impression de mieux travailler dans un environnement neutre. »
Il publie son premier album jeunesse en 2009, encore étudiant aux Arts-Déco de Strasbourg, Parade, aux éditions Thierry Magnier, « cocasse jeu de correspondances entre mots tronqués et images idoines », selon Télérama.
Son album La Chambre du lion est publié en 2014. La Revue des livres pour enfants écrit dans sa critique : « Adrien Parlange parvient autour d'éléments abstraits - de simples traits épais, en linogravure, qui symbolisent chaque élément de la chambre - à créer un petit théâtre plein de malice. Et ce qui force l'admiration, c'est de découvrir à chaque nouvelle lecture des petits animaux qui nous avaient échappés. » Pour Sophie Van der Linden, La Chambre du lion est « un livre sur la peur (...) et est également une réflexion subtile sur l'espace, sur le lien entre le réel et le figuré. (...) Et à chaque découverte, on s'extasie qu'une composition aussi simple et limpide puisse recéler autant de découvertes. Il est rare qu'un album parvienne à déployer un système aussi dépouillé au profit d'un propos aussi fécond. » Pour Marine Landrot, de Télérama : « Bienvenue dans l’esthétique minimaliste d’Adrien Parlange, dont chaque album conjugue grâce et radicalité. » L'ouvrage est récompensé en 2015 d'une "Mention" au prestigieux prix international, le Prix BolognaRagazzi, dans la catégorie Fiction, à la Foire du livre de jeunesse de Bologne.
L'Enfant chasseur est publié en 2015. Selon la revue Dada : « Adrien a imaginé un récit délicat et poétique : l’histoire d’un petit garçon, parti à la recherche d’un enfant chasseur vivant seul dans la forêt. Certains éléments convoquent nos souvenirs de lecture (...). Mais la surprise vient ici surtout de l’image, qui a finalement guidé le récit et renferme nombre de secrets. » Sophie Van der Linden écrit : « Vous êtes cueillis par cette narration qui progresse par paliers et pénètre à chaque double page plus avant la nature, en quête de l'enfant chasseur, un enfant sauvage et solitaire qui fascine un garçon, bercé par l'affection et l'attention de sa mère, et vivant dans une maison aux abords de la forêt. L'économie de moyen suscite une stupéfiante force suggestive et ouvre grands les portes de l'interprétation. »
En 2016, son ouvrage Le Ruban, remporte le Prix Libbylit décerné par l'IBBY, puis, en 2017, il est lauréat du Prix Chen Bochui « Best Picture Book of the Year » à la Foire internationale du livre de jeunesse de Shangaï. L'année suivante, l'ouvrage remporte à nouveau une "Mention" au Prix BolognaRagazzi, dans la catégorie  Non Fiction, à la Foire du livre de jeunesse de Bologne.
Son album Le Grand Serpent, publié en 2019, est « le livre d’une rencontre improbable, celle d’un petit garçon et d’un grand serpent. Son texte, poétique et universel, nous parle de solitude et d’isolement », selon l'émission de France Culture, Les Carnets de la création. La Revue des livres pour enfants écrit :« De l'alliance de la recherche esthétique dans l'illustration et de la délicatesse des sentiments exprimés, naissent l'émotion et une sensation d'harmonie. » L'album est sélectionné « Pépite de l'album 2019 », au Salon du livre et de la presse jeunesse, et reçoit en 2020, et pour la troisième fois, une "Mention" au Prix BolognaRagazzi, dans la catégorie Fiction, à la Foire du livre de jeunesse de Bologne.
Adrien Parlange emploie, parmi d'autres techniques, la linogravure,,, dans l'album La Chambre du lion ou dans Le Grand Serpent.
En 2019, il est invité et exposé, parmi onze illustrateurs internationaux, à la Biennale de l'illustration, à Moulins,, coorganisée avec Musée de l'illustration jeunesse.
Pour Anouk Gouzerh, dans son article pour le Centre de recherche et d'information sur la littérature pour la jeunesse (CRILJ) en 2019 : « Les livres d’Adrien Parlange nous rappellent qu’un album jeunesse n’est pas réductible à l’impression d’un texte accompagné d’illustrations. L’album affirme chez lui une capacité à être un objet d’expérimentations des formes et du rapport à celui qui le lit et le regarde. »

En 2019 toujours, Sophie Van der Linden écrit : 

« Adrien Parlange poursuit son travail d’excellence. De l’image, du texte, de l’objet, ces trois piliers de l’album, on ne saurait dire lequel a pour lui le plus d’importance. Car chacun de ses livres affirme avec force que l’album est un tout, peaufiné à l’extrême, une création à part entière, chaque fois remise en question dans ses fondements mêmes. Pourtant, là n’est pas l’essentiel. L’essence de ses livres est dans la narration. Et dans l’émotion qu’ils suscitent auprès du lecteur. »

Il est invité d'honneur, et président du jury du concours d’illustration 2020 du festival du livre jeunesse de Rouen (en version numérique, en raison de la situation sanitaire), dont il signe également l'affiche.
En 2021, il publie Les Désastreuses Conséquences de la chute d'une goutte de pluie. Il indique que cet album « est un peu, selon moi, le contre-pied du Grand serpent. Il a un format vertical, l'histoire ne dure que quelques secondes et la chute est cruelle. La goutte de pluie au centre du livre est aussi innocente que l'était le serpent, mais son influence sur ce qui l'entoure est à l'opposé. C'est la première fois que je fais un livre qui se finit mal. »  L'album est à nouveau un « coup de cœur » de La Revue des livres pour enfants, qui mentionne : « Adrien Parlange, l'un des auteurs d'albums les plus brillants de sa génération, nous a habitués à une surprise nouvelle à chaque parution. Ce dernier album ne déroge pas à la règle, c'est un enchantement, pour l'œil et l'esprit ». Dans l'avis de lecture de l'ouvrage, ActuaLitté écrit : « On ne sait jamais où l’auteur va nous emmener, quelle astuce matérielle, graphique ou narrative il va inventer pour nous raconter une histoire sensible et poétique. D’une incroyable constance, il se renouvelle d’album en album en sachant toujours toucher juste, trouver un moyen original pour exprimer une forme de tendresse. » Pour le journal canadien Le Devoir, « Intemporel, brillant et visuellement stylisé, cet album met en lumière toute la fragilité et la force des éléments. » L'album est sélectionné « Pépite » du Salon du livre et de la presse jeunesse dans la catégorie Livre illustré, en 2021.
L'album Les Printemps est publié en 2022. Il évoque les années et le temps qui passent, à travers « des moments de la vie d’un homme, de la petite enfance à ses 85 ans. (...) Ce sont 33 instants, des petits riens mais aussi de grands moments évoqués : l’émotion suscitée par une première fraise, les rencontres amoureuses ou amicales, les voyages… », d'après le site Paris Mômes. Pour le journal Le Soir, « Les Printemps est un objet hors norme tout en fenêtres, découpes et couleurs qui entrelacent et font rebondir la mémoire d’une vie. »  Selon l'avis critique de Télérama : « Adrien Parlange a conçu son ouvrage pour cela : parler des traces, des étapes, des détails qui marquent. » La couverture de l'ouvrage représente un nourrisson qui dort, au premier « printemps » de sa vie, évoqué dans le titre. La critique Télérama souligne : « Tout voyage dans le temps suscite des petits serrements de cœur attendus et imprévus. C’est la force du livre que de les donner à sentir, avec une grande paix. Elle tient au talent d’Adrien Parlange pour tracer les lignes justes, élaguer au plus près. Susciter l’émotion à force de stylisation. » Selon  Sophie Van der Linden dans son avis critique, Adrien Parlange « élabore avec Les Printemps un usage inédit des découpes de la page ». Puis souligne plus loin : « C’est l’intérêt majeur de l’album, que de taire, par le langage, verbal ou iconique, la raison de la disparition d’un souvenir, et de ne le mettre en scène que par l'effacement de la découpe qui laissait jusqu’alors entrevoir sa persistance par la fenêtre ménagée ». Elle ajoute ensuite : « Touchant aux grandes questions existentielles, l’album émeut par sa réserve même. »
En 2024 est publié un album à l'italienne, Un abri, histoire autour d'« un rocher et son ombre ». Pour l'avis critique de Télérama, l'album est une « relecture époustouflante du conte russe La Moufle », dans lequel « le travail visuel aimante, époustouflant de maîtrise. [...] Adrien Parlange n’assène pas de message, il laisse agir la fascination devant ses images, source de réflexion et de paix. Auteur accompli, il se surpasse ici ». Dans le portrait que le même magazine lui consacre en novembre 2024, à propos de cet album « Adrien Parlange souhaite donner la part belle aux filles, et révéler une qualité qui a rarement eu droit de cité chez les héroïnes : la loufoquerie. Heureux que la littérature jeunesse sorte des stéréotypes de genre, il exprime pourtant sa vigilance sur le risque de voir apparaître des injonctions à être forte en toute situation ».

## Œuvres
- Parade[7], éditions Thierry Magnier, coll. « Tête de lard », 2009  (ISBN 9782844207425)
- Pourquoi aimes-tu tes amis ? [38], texte de Luc Foisneau, dessins d'Adrien Parlange, Giboulées-Gallimard jeunesse, collection « Chouette ! penser », 2012  (ISBN 9782070643486)
- La Chambre du lion[8],[9], Albin Michel jeunesse, 2014    (ISBN 9782226207326)
- L'Enfant chasseur[12],[13], Albin Michel jeunesse, 2015  (ISBN 9782226318411)
- Les Collectionneurs[39], avec Guillaume Chauchat, Albin Michel jeunesse, 2016  (ISBN 9782226328281)
- Le Ruban[15],[14], Albin Michel jeunesse, 2016  (ISBN 9782226329271)
- La Jeune Fille et la mer[40], Albin Michel jeunesse, 2017   (ISBN 9782226401588)
- Le Grand Serpent[19],[21],[20], Albin Michel jeunesse, 2019  (ISBN 9782226436764)
- Les Désastreuses Conséquences de la chute d'une goutte de pluie[28],[29], Albin Michel jeunesse, 2021  (ISBN 9782226455147)
- Les Printemps[33],[34],[35], éd. La Partie, 2022  (ISBN 9782492768293)
- Un abri [36],[37] , éd. La Partie, 2024  (ISBN 9782492768989)

## Quelques expositions
- 2016 : « La règle et le jeu »[41], exposition au salon du livre et de la presse jeunesse, à Montreuil , et tournée en Europe. Adrien Parlange est l'un des six auteurs exposés.
- 2018 :  « Voilà l’album ! Du livre illustré à l’album pour la jeunesse, une passion française »[42], Institut Français du Japon, Tokyo
- 2019 : Biennale de l'illustration, à Moulins, coorganisée avec le Musée de l'illustration jeunesse. Adrien Parlange est l'un des onze illustrateurs internationaux invités et exposés[25],[3].

## Prix et distinctions
- 2015 : 
  -  "Mention" au Prix BolognaRagazzi, catégorie Fiction[11], Foire du livre de jeunesse de Bologne  pour La Chambre du lion
  - Sélection « Pépite de l'album »[43] du Salon du livre et de la presse jeunesse pour L'Enfant chasseur
- 2016 :  Prix Libbylit[16] de l' IBBY pour Le Ruban
- 2017 :  Prix Chen Bochui « Best Picture Book of the Year » à Foire internationale du livre de jeunesse de Shangaï[17], pour Le Ruban
- 2018 : (international) « Honour List »[44] de l' IBBY pour Le Ruban
- 2018 :  "Mention" au Prix BolognaRagazzi, catégorie Non Fiction[18], Foire du livre de jeunesse de Bologne  pour Le Ruban
- 2019 : Sélection « Pépite de l'album » [22],[23] du Salon du livre et de la presse jeunesse pour Le Grand Serpent
- 2020 :
  -  "Mention" au Prix BolognaRagazzi, catégorie Fiction[24], Foire du livre de jeunesse de Bologne  pour Le Grand Serpent
  - Mention "Coup de cœur" au Prix du Livre Grand Est[45] pour Le Grand Serpent
- 2021 : Sélection « Pépite » du Salon du livre et de la presse jeunesse[31], catégorie Livre illustré, pour Les Désastreuses Conséquences de la chute d’une goutte de pluie
- 2022 : Sélection Prix Sorcières[46] Catégorie Carrément sorcières fiction, pour Les Désastreuses Conséquences de la chute d’une goutte de pluie

Quatre de ses ouvrages illustrés font partie de la « Bibliothèque idéale » du Centre national de la littérature pour la jeunesse (BnF) : Parade ; La Chambre du lion ; L'Enfant chasseur ; Le Ruban.